# مدل (کلرادو)
مدل (به انگلیسی: Model) یک منطقهٔ مسکونی در ایالات متحده آمریکا است که در شهرستان لاس انیماس، کلرادو واقع شده‌است. مدل ۱٬۷۱۲ متر بالاتر از سطح دریا واقع شده‌است.